# Stazione meteorologica di Vienna Schwechat
La stazione meteorologica di Vienna Schwechat è la stazione meteorologica di riferimento per l'area aeroportuale della città di Vienna.

## Caratteristiche
La stazione meteorologica è situata in Austria, nello Stato federato della Bassa Austria, nel Distretto di Wien-Umgebung, nel territorio comunale di Schwechat, all'interno dell'omonima area aeroportuale che serve la città di Vienna, a 184 metri s.l.m. e alle coordinate geografiche 48°06′50.79″N 16°34′30.98″E.
La stazione del servizio meteorologico austriaco rientra tra le stazioni internazionali della rete dell'Organizzazione Meteorologica Mondiale ed è identificata dal codice WMO 11036 per i messaggi SYNOP e dal codice ICAO LOWW per i messaggi METAR che emette.
La stazione è dotata di moderni strumenti che permettono le registrazioni giornaliere dei dati relativi a numerosi parametri meteorologici, tra i quali temperatura, precipitazioni, umidità relativa, direzione e intensità del vento, mentre il personale effettua anche osservazioni e misurazioni relative alle nevicate, al numero di giorni di manto nevoso, al numero di giorni con precipitazioni di grandine o graupel.

## Medie climatiche 1971-2000
In base alle medie climatiche calcolate per il trentennio 1971-2000, la temperatura media del mese più freddo, gennaio, si attesta a -0,5 °C, mentre la temperatura media del mese più caldo, luglio, è di +20,1 °C; la temperatura media annua si attesta a +9,8 °C. Mediamente si contano nel corso dell'anno 83,9 giorni di gelo, 23,9 giorni di ghiaccio e 12,1 giorni con temperature massime uguali o superiori ai 30 °C.
Nel medesimo trentennio, le precipitazioni medie annue fanno registrare il valore di 533 mm, risultando mediamente distribuite in 84,1 giorni di pioggia; mentre i giorni di pioggia sono pressoché costanti nelle 4 stagioni, gli accumuli pluviometrici tendono a concentrarsi maggiormente nei mesi estivi. La nevosità media annua si attesta a 53,2 cm, ripartiti stagionalmente in 39,3 cm medi in inverno, 7,8 cm medi in primavera e 6,1 cm medi in autunno; la massima nevosità mensile media viene registrata in gennaio con 16,2 cm. Il manto nevoso eguale o superiore a 1 cm risulta mediamente presente per 30,4 giorni annui, ripartiti stagionalmente in 24,6 giorni medi in inverno, 3,5 giorni medi in primavera e 2,3 giorni medi in autunno; il mese di gennaio è quello in cui il manto nevoso risulta maggiormente persistente con un numero medio di 11,3 giorni. Mediamente si verificano 1,2 giorni all'anno con precipitazioni di grandine o graupel, distribuiti stagionalmente in 0,3 giorni medi in inverno, 0,2 giorni medi sia in primavera che in autunno e 0,5 giorni medi in estate; il mese di giugno con 0,4 giorni medi è quello statisticamente più sottoposto a tali fenomeni atmosferici, mentre quelli di marzo, aprile, luglio e novembre con 0 giorni medi sono quelli in cui tali tipi di precipitazioni atmosferiche si verificano più raramente.
Nel medesimo trentennio, il vento dominante risulta quello di libeccio tra il mese di gennaio e quello di marzo, nel mese di maggio e tra il mese di ottobre e quello di dicembre; risulta invece predominante il maestrale nel mese di aprile e tra il mese di giugno e quello di settembre; l'intensità media annua si attesta a 4,2 m/s, con intensità media stagionale maggiore in inverno con 4,6 m/s e minore in estate con 3,9 m/s; i mesi mediamente più ventosi risultano gennaio, febbraio, aprile e dicembre con 4,6 m/s, quelli meno ventosi agosto e settembre con 3,7 m/s.
| Vienna Schwechat (1971-2000)     | Mesi   | Mesi   | Mesi   | Mesi   | Mesi   | Mesi   | Mesi   | Mesi   | Mesi   | Mesi   | Mesi   | Mesi   | Stagioni | Stagioni | Stagioni | Stagioni | Anno  |
| Vienna Schwechat (1971-2000)     | Gen    | Feb    | Mar    | Apr    | Mag    | Giu    | Lug    | Ago    | Set    | Ott    | Nov    | Dic    | Inv      | Pri      | Est      | Aut      | Anno  |
| -------------------------------- | ------ | ------ | ------ | ------ | ------ | ------ | ------ | ------ | ------ | ------ | ------ | ------ | -------- | -------- | -------- | -------- | ----- |
| T. max. media (°C)               | 2,5    | 4,8    | 10,1   | 15,0   | 20,3   | 23,2   | 25,7   | 25,6   | 20,7   | 14,6   | 7,5    | 3,8    | 3,7      | 15,1     | 24,8     | 14,3     | 14,5  |
| T. media (°C)                    | −0,5   | 1,0    | 5,2    | 9,6    | 14,9   | 17,9   | 20,1   | 19,7   | 15,3   | 9,8    | 4,1    | 1,0    | 0,5      | 9,9      | 19,2     | 9,7      | 9,8   |
| T. min. media (°C)               | −3,2   | −2,1   | 1,4    | 5,0    | 9,7    | 12,9   | 14,7   | 14,6   | 11,1   | 6,2    | 1,5    | −1,5   | −2,3     | 5,4      | 14,1     | 6,3      | 5,9   |
| Giorni di calura (Tmax ≥ 30 °C)  | 0,0    | 0,0    | 0,0    | 0,0    | 0,1    | 1,6    | 4,8    | 5,2    | 0,4    | 0,0    | 0,0    | 0,0    | 0,0      | 0,1      | 11,6     | 0,4      | 12,1  |
| Giorni di gelo (Tmin ≤ 0 °C)     | 22,7   | 17,7   | 10,4   | 2,1    | 0,1    | 0,0    | 0,0    | 0,0    | 0,0    | 2,7    | 10,1   | 18,1   | 58,5     | 12,6     | 0,0      | 12,8     | 83,9  |
| Giorni di ghiaccio (Tmax ≤ 0 °C) | 10,1   | 4,9    | 1,0    | 0,0    | 0,0    | 0,0    | 0,0    | 0,0    | 0,0    | 0,0    | 1,4    | 6,5    | 21,5     | 1,0      | 0,0      | 1,4      | 23,9  |
| Precipitazioni (mm)              | 31,8   | 32,1   | 37,3   | 40,8   | 56,5   | 59,8   | 58,0   | 51,3   | 52,0   | 33,5   | 43,8   | 36,1   | 100,0    | 134,6    | 169,1    | 129,3    | 533,0 |
| Giorni di pioggia                | 6,6    | 6,3    | 7,2    | 6,7    | 7,6    | 8,6    | 7,8    | 7,5    | 6,4    | 5,4    | 7,4    | 6,6    | 19,5     | 21,5     | 23,9     | 19,2     | 84,1  |
| Nevicate (cm)                    | 16,2   | 11,1   | 6,9    | 0,9    | 0,0    | 0,0    | 0,0    | 0,0    | 0,0    | 0,0    | 6,1    | 12,0   | 39,3     | 7,8      | 0,0      | 6,1      | 53,2  |
| Giorni di neve                   | 11,3   | 7,4    | 3,2    | 0,3    | 0,0    | 0,0    | 0,0    | 0,0    | 0,0    | 0,0    | 2,3    | 5,9    | 24,6     | 3,5      | 0,0      | 2,3      | 30,4  |
| Giorni di grandine               | 0,1    | 0,1    | 0,0    | 0,0    | 0,2    | 0,4    | 0,0    | 0,1    | 0,1    | 0,1    | 0,0    | 0,1    | 0,3      | 0,2      | 0,5      | 0,2      | 1,2   |
| Vento (direzione-m/s)            | SW 4,6 | SW 4,6 | SW 4,5 | NW 4,6 | SW 4,0 | NW 4,0 | NW 4,0 | NW 3,7 | NW 3,7 | SW 4,0 | SW 4,3 | SW 4,6 | 4,6      | 4,4      | 3,9      | 4,0      | 4,2   |

## Temperature estreme mensili dal 1948 in poi
Nella tabella sottostante sono indicate le temperature estreme mensili registrate dal 1948 in poi con il relativo anno in cui sono state registrate. La temperatura massima assoluta finora registrata è di +38,5 °C e risale al 20 luglio 2007, mentre la temperatura minima assoluta finora rilevata è di -22,6 °C ed è datata 8 gennaio 1985.
| Vienna Schwechat (1948-2023) | Mesi         | Mesi         | Mesi         | Mesi        | Mesi        | Mesi        | Mesi        | Mesi        | Mesi        | Mesi        | Mesi         | Mesi         | Stagioni | Stagioni | Stagioni | Stagioni | Anno  |
| Vienna Schwechat (1948-2023) | Gen          | Feb          | Mar          | Apr         | Mag         | Giu         | Lug         | Ago         | Set         | Ott         | Nov          | Dic          | Inv      | Pri      | Est      | Aut      | Anno  |
| ---------------------------- | ------------ | ------------ | ------------ | ----------- | ----------- | ----------- | ----------- | ----------- | ----------- | ----------- | ------------ | ------------ | -------- | -------- | -------- | -------- | ----- |
| T. max. assoluta (°C)        | 19,0 (2002)  | 20,5 (2016)  | 24,2 (1989)  | 29,2 (2012) | 32,3 (2005) | 37,0 (1950) | 38,5 (2007) | 38,4 (2013) | 33,1 (1982) | 28,2 (2009) | 23,2 (1970)  | 18,2 (1989)  | 20,5     | 32,3     | 38,5     | 33,1     | 38,5  |
| T. min. assoluta (°C)        | −22,6 (1985) | −21,8 (1956) | −20,2 (1863) | −9,2 (1952) | −2,3 (1976) | 3,7 (1977)  | 4,8 (1962)  | 4,9 (1980)  | −2,9 (1970) | −8,9 (1997) | −12,9 (1983) | −21,1 (1996) | −22,6    | −20,2    | 3,7      | −12,9    | −22,6 |